# Pius Bonifacius Gams
Pius Bonifacius Gams (Mittelbuch, 23 gennaio 1816 – Monaco di Baviera, 14 maggio 1892) è stato uno storico, presbitero e monaco cristiano tedesco dell'ordine benedettino.

## Biografia
Studiò dal 1826 al 1834 materie classiche a Biberach an der Riß e Rottweil, filosofia a Tubinga fino al 1838; lo stesso anno entrò nel seminario di Rottenburg e l'11 settembre 1839 fu ordinato prete. Nel maggio 1847 ottenne la cattedra di filosofia e storia generale alla facoltà teologica di Hildesheim. Infine entrò nell'Abbazia di San Bonifacio a Monaco di Baviera, pronunciando il 5 ottobre 1856 i voti monastici nella congregazione bavarese dell'Ordine benedettino e assumendo, accanto a quello di Bonifacio, il nome di Pio; nel corso degli anni ebbe incarichi sempre più importanti fino a quello di priore. Le sue opere più importanti sono la Kirchengeschichte von Spanien (Storia ecclesiastica di Spagna) e soprattutto la Series episcoporum Ecclesiae catholicae quotquot innotuerunt a beato Petro apostolo, ancora oggi considerato, pur con qualche lacuna per i vescovi delle diocesi orientali, il repertorio di riferimento per i vescovi cattolici.

## Opere principali
- Geschichte der Kirche Jesu Christi im neunzehnten Jahrhunderte mit besonderer Rücksicht auf Deutschland, 3 voll. (Innsbruck, 1854-1858)
- Johannes der Täufer im Gefängnisse (Tübingen, 1853)
- Die elfte Säcularfeier des Märtyrertodes des heiligen Bonifacius (Mainz, 1855)
- Die Kirchengeschichte von Spanien, 3 voll. (Ratisbona, 1862-79)
- Series episcoporum Ecclesiae catholicae: quotquot innotuerunt a beato Petro apostolo (Ratisbona, 1873), con due supplementi
- Das Jahr des Märtyrertodes der Apostel Petrus und Paulus (Ratisbona, 1867).